# Сан-Мигель (Манила)
Сан-Мигель — жилой район города Манилы, в котором проживает преимущественно средний класс, и один из шестнадцати традиционных районов города.

## Объекты

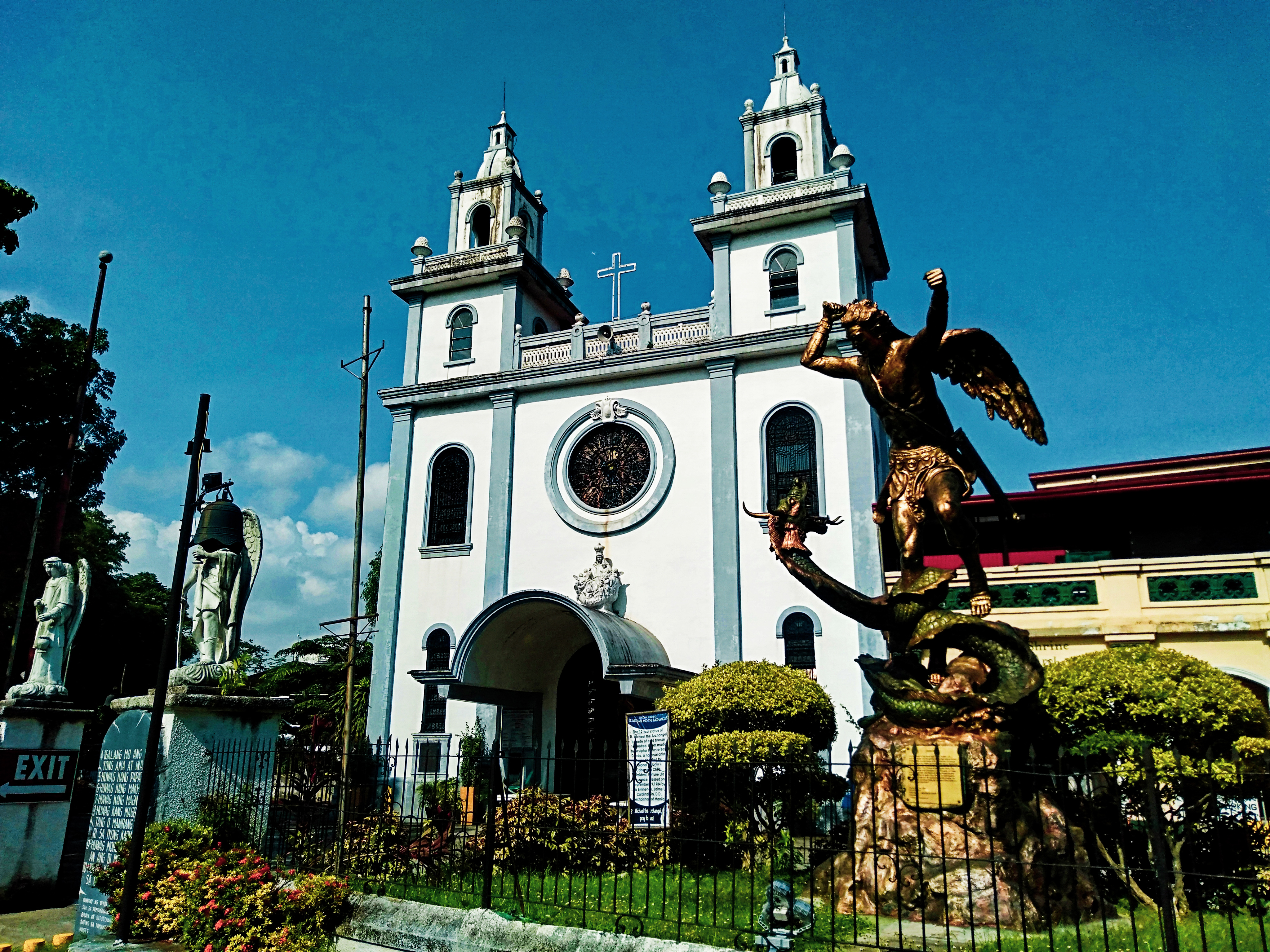
Национальный храм Святого Михаила Архангела, церковь, в честь которой был назван район.

Большая часть Сан-Мигеля расположена на речном острове, отделенном рекой Эстеро-де-Сан-Мигель и рекой Пасиг. Чтобы добраться до района, нужно пересечь любой из следующих мостов, пересекающих Эстеро-де-Сан-Мигель с запада на восток: мост Карлоса Паланки, мост П. Касаля, мост Непомунсено, мост Арлеги, мост Сан-Рафаэль, мост Чино-Росес (с улицей Мендиола), мост Консепсьон Агила и мост Лауреля. Логическим продолжением моста П. Касаля является мост Айяла, соединяющий его с южным берегом Пасига.
В восточной части района находится еще один речной остров, ограниченный Эстеро-де-Сан-Мигель и Эстеро-де-Сампалок.
Сан-Мигель также включает в себя Исла-де-Конвалесенсия, самый большой остров на реке Пасиг, где находится госпиталь Сан-Хосе, старейшее католическое благотворительное учреждение Манилы.
Дворец Малаканьянг, официальная резиденция президента Филиппин, расположен по соседству, а за воротами дворца проходит улица Мендиола, популярное место протестов против правительства.
Район Сан-Мигель также является домом для некоторых колледжей и университетов, которые являются частью Университетского пояса Манилы, который включает Сан-Мигель, а также районы Киапо и Сампалок. Учебные заведения, расположенные в районе, включают Дальневосточный университет, Университет Сан-Беда, Университет Centro Escolar, Колледж Святого Духа, Католическую школу Святого Иуды, Колледж Ла Консоласьон в Маниле и среднюю школу Викторино Мапа.

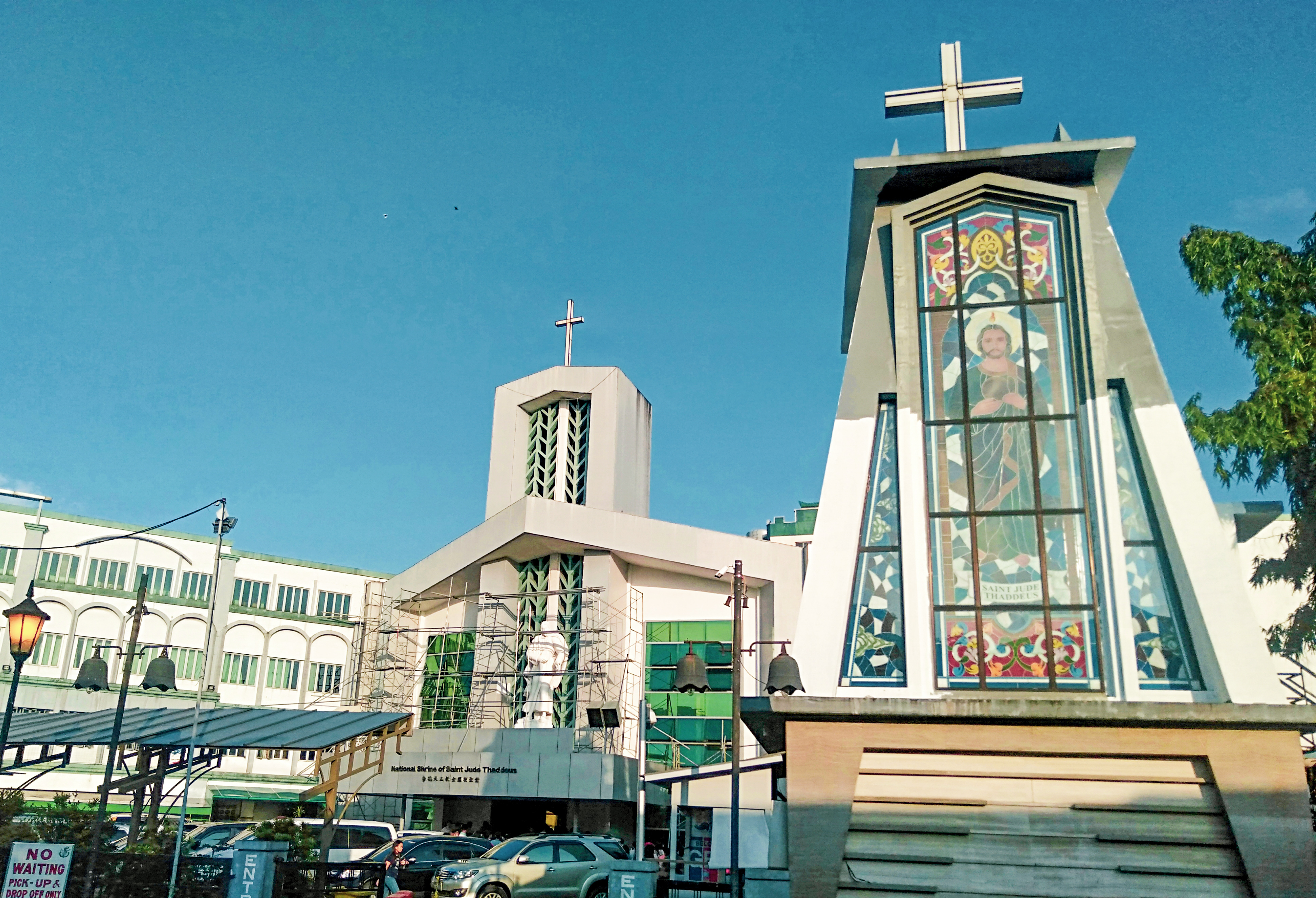
Национальный храм святого Иуды Таддеус

Сан-Мигель также является местом, где первоначально производилось пиво Сан-Мигель, начиная с испанской колониальной эпохи. Здания пивоварни были снесены после того, как собственность была передана правительству, и сегодня она является частью дворцового комплекса.

## Достопримечательности

### Каса Росес
Casa Roces — это родовой дом семьи Росес 1930-х годов, который был отремонтирован и превращен в ресторан с полным спектром услуг, кафе и художественную галерею. Casa Roces расположен в районе Сан-Мигель прямо напротив Малаканьянского дворца, официальной резиденции президента Республики Филиппины. На первом этаже Casa Roces находится кофейня с открытой деревянной террасой, бар с десертами и сувенирный магазин. В баре также подают коктейли, вино, пиво и ликеры для вечерних посетителей. На втором этаже расположены бистро, галерея искусства и семейного наследия, а также отдельные комнаты, оформленные в сочетании элегантности времён Содружества и современного стиля. Второй этаж дома был превращен в многофункциональную столовую и художественную галерею.
Casa Roces был спроектирован в довоенном модернистском стиле с элементами ар-деко с использованием различных строительных материалов, включая железобетон, дерево и кирпичную кладку. На первом этаже отличительной чертой является использование плитки для пола «Мачука», типичной для домов эпохи Содружества. Первоначальная планировка комнат была изменена, чтобы приспособить их к новому использованию в качестве ресторана и художественной галереи.

## Знаменитые уроженцы
- Анджело Рейес[1][2]
- Имельда Маркос[3]